# María Mercedes Capa
María Mercedes Capa Estrada  (23 de agosto de 1970 en Valladolid) es una deportista española que compitió en golbol. Es ciega y compite bajo la clasificación B2. Participó en los Juegos Paralímpicos de Barcelona 1992 y Atlanta 1996.